# Margot Robbie
Margot Elise Robbie (angleška izgovorjava /ˈmɑːrɡoʊ ˈrɒbi/), avstralka igralka, * 2. julij 1990, Dalby, Queensland. 
V svoji karieri je bila do leta 2021 dvakrat nominirana za Oskarja, trikrat za Zlati globus, petkrat za British Academy Film Awards in petkrat za Screen Actors Guild Awards. Revija Time jo je leta 2017 uvrstila na svoj seznam 100 najvplivnejših ljudi na svetu, leta 2019 pa se je znašla na Forbesovemu seznamu najbolje plačanih igralk na svetu.

## Življenjepis
Margot se je rodila v družini poljedelca Douga Robbie-a in fizioterapevtke Sarie Kessler, kot tretji od štirih otrok. Najstarejši otrok je sestra Anya, drugi po vrsti je brat Lachlan, mlajši od Margot pa je brat Cameron. Po očetovi strani ima škotske, po mamini pa nemške korenine. Starša sta se razšla, ko je bilo Margot pet let, tako da je za družino skrbela mama, z očetom pa so imeli otroci malo stikov. Živeli so na farmi starih staršev v zaledju Zlate obale.
Margot je že od otroštva kazala veliko zanimanje za igralstvo, zato jo je mama pri osmih letih vpisala v cirkuško šolo. Na Somerset Collegeu je nato študirala dramatiko. Že kot srednješolka je morala delati, da je lahko pomagala družini. V nekem obdobju je tako opravljala kar tri službe hkrati: bila je natakarica, čistilka in prodajalka sendvičev. Že med srednjo šolo je posnela nekaj reklam, po koncu srednje šole pa se je preselila v Melbourne, da bi se tam začela poklicno ukvarjati z igralstvom.

## Igralska kariera
Prva resna vloga, ki jo je dobila Margot, je bila televizijska. Junija 2008 je dobila vlogo Donne Freedman, v televizijski seriji Sosedje. Vloga, ki je so jo sprva nameravali v seriji uporabiti samo kot gostujočo, je kasneje postala stalna. V treh letih nastopanja si je Margot za vlogo prislužila dve nominaciji za nagrado Logie.
Kasneje se je Margot preselila v ZDA, kjer je leta 2011 dobila vlogo v seriji Pan Am. Kljub začetneu uspehu je bila serija že po prvi sezoni ukinjena.
Filmski debi je Margot doživela leta 2013, z vlogo v romantični komediji Richarda Curtisa, About Time, v kateri je nastopila z Domhnallom Gleesonom in Rachel McAdams.
Še isto leto ji je uspelo dobiti še eno pomembno vlogo. Dobila je vlogo v filmu Volk z Wall Streeta, režiserje Martina Scorseseja. Igrala je Naomi Lapaglia, ženo glavnega lika v filmu, Jordana Belforta, ki ga je igral Leonardo DiCaprio. Film je doživel dobre kritike, prav tako pa so bili kritiki navdušeni nad igro Margot Robbie.
Margotina kariera se je po tem začela hitro razvijati. Nastopila je v štirih filmih, ki so izšli leta 2015. V filmu Focus je igrala glavno žensko vlogo, skupaj z WIllom Smithom.
Naslednja pomembna vloga je bila v filmu Suite Française, kjer je igrala skupaj z Michelle Williams in Kristin Scott Thomas. Njena prva glavna vloga je sledila v post-apokaliptični drami Craiga Zobela, Z for Zachariah. V filmu sta poleg nje nastopila še Chris Pine in Chiwetel Ejiofor. Za film se je Margot pobarvala v rjavolasko in se naučila apalaškega naglasa. Film je doživel pozitivne kritike, prav tako pa so bili kritiki navdušeni nad igro Margot Robbie . Četrta vloga leta 2015 je bila obrobna vloga v komediji Admama McKaya, The Big Short.
Leta 2016 je dobila vlogo vojne dopisnice v filmu Whiskey Tango Foxtrot, v katerem je nastopila skupaj sTino Fey in Martinom Freemanom. V istem letu je dobila tudi vlogo Jane Porter v filmu režiserja Davida Yatesa, The Legend of Tarzan. Film ni doživel uspeha, kljub temu pa je Manohla Dargis iz revije The New York Times Margot pohvalila kot močno protiutež glavnima igralcema moških vlog, Alexandru Skarsgårdu in Samuelu L. Jacksonu.
Leta 2016 je postala prva igralka, ki je v filmu upodobila stripovski lik DC Comics, Harley Quinn. Kot Harley je nastopila v filmu Davida Ayerja, Suicide Squad. Igralska zasedba filma je bila sestavljena iz zvezd kot so Will Smith, Jared Leto in Viola Davis.
Leta 2017 je ponovno sodelovala z Domhnallom Gleesonom v filmu Simona Curtisa Goodbye Christopher Robin, biografski drami o avtorju Medveda Puja, A. A. Milneju in njegovi družini. Tako film, kot igra Margot Robbie sta doživela slab odziv.

Leta 2017 je dobila glavno vlogo v športni črni komediji Craiga Gillespia, z naslovom I, Tonya, v katerem je upodobila umetnostno drsalko, Tonyo Harding in njeno vlogo pri škandalu v Cobo Areni leta 1994.
Leta 2018 je nastopila v drami Mary Queen of Scots, ki ga je režirala Josie Rourke. V filmu je v glavni vlogi nastopila Saoirse Ronan, Margot pa je igrala njeno sestrično,Elizabeto I. Sprva je Margot vlogo sicer zavrnila, saj naj bi jo bilo groza igrati kraljico, kasneje pa je vlogo le prevzela.
Istega leta je dobila vlogo Sharon Tate v Tarantinovem filmu Once Upon a Time in Hollywood, v katerem je zaigrala skupaj z Leonardom DiCapriom in Bradom Pittom. Za upodobitev Sharon Tate je Tarantino predvidel le Margot.
Prav tako v letu 2019, je dobila vlogo Kayle Pospisil, lik, ki je upodabljal več uslužbenk medijske hiše Fox News v filmu Jaya Roacha Bombshell. V filmu je zaigrala skupaj s Charlize Theron in Nicole Kidman. V drami je predstavljenih več primerov spolnega nadlegovanja uslužbenk Fox Newsa s strani predsednika uprave Rogerja Ailesa.
V letu 2020 je Margot ponovno obudila lik Harley Quinn. Že leta 2015 je dobila idejo, da bi ustvarili film, v katerem bi nastopile samo ženske superjunakinje in to idejo predstavila studiu Warner Bros. Projekt je vodila kot producentka in je nastajal tri leta, nazadnje so za snemanje najeli režiserko Cathy Yan, da je posnela film Birds of Prey, ki je izšel leta 2020. 

## Nagrade
Margot Robbie je bila dvakrat nominirana za oskarja: najboljša igralka v filmu I, Tonya (2018) in najboljša stranska igralka za vlogo v filmu Bombshell (2019). Petkrat je bila nominirana za nagrado BAFTA, štirikrat za zlati globus in petkrat za Screen Actors Guild Award. Osvojola je dve nagradi AACTA: nagrado za najboljšo igralko za film I, Tonya ter nagrado za najboljšo stransko igralko za vlogo v filmu Mary, Queen of Scots (2019).